# 长柱无心菜
长柱无心菜（学名：Arenaria longistyla）是石竹科齿缀草属的植物，是中国的特有植物。分布在中国大陆的四川、西藏、云南等地，生长于海拔3,600米至5,000米的地区，常生长在林缘或高山草甸，目前尚未由人工引种栽培。

## 别名
- 长柱蚤缀（拉汉种子植物名称）

## 异名
- Arenaria longistyla Franch. var. eugonophylla Fernald
- Arenaria longistyla Franch. var. pleurogynoides Diels